# شرکت هواگرد شنیانگ
شرکت هواگرد شنیانگ (چینی: 沈阳飞机公司) یک سازمان فعال در زمینه طراحی و تولید هواگردهای نظامی و غیرنظامی در صنایع هوافضایی چین است. این شرکت زیرمجموعه شرکت صنعت هوانوردی چین فعالیت دارد و مرکز آن در شهر شن‌یانگ جمهوری خلق چین قرار دارد.

## همکاری مشترک با شرکت سسنا
در 27 نوامبر 2007، سسنا اعلام کرد که هواپیمای سبک ورزشی سسنا 162 توسط شرکت هواپیماسازی شنیانگ تولید خواهد شد. اولین هواپیمای تولیدی Cessna 162 در شنیانگ در 17 سپتامبر 2009 پرواز کرد. این محصول موفقیت آمیز نبود و تولید آن در ژانویه 2014 پس از فروش 192 فروند از آن به پایان رسید.

## محصولات
- شنیانگ جی-۵
- شن‌یانگ جی-۶
- شن‌یانگ جی-۸
- شنیانگ جی-۱۱
- شنیانگ جی-۱۵
- شنیانگ جی-۱۶
- شن‌یانگ اف‌سی-۳۱